# Przestrzeń Parowiczenki
Przestrzeń Parowiczenki – pojęcie używane w topologii.

## Definicja
Przestrzenią Parowiczenki nazywamy zwartą przestrzeń Hausdorffa {\displaystyle X} która nie ma punktów izolowanych, ma bazę złożoną ze zbiorów otwarto–domkniętych, każda para rozłącznych podzbiorów otwartych typu {\displaystyle F_{\sigma }} w {\displaystyle X} ma rozłączne domknięcia oraz każdy niepusty zbiór typu {\displaystyle G_{\delta }} w {\displaystyle X} ma niepuste wnętrze.

## Własności
- Stwierdzenie, że każda przestrzeń Parowiczenki ciężaru {\displaystyle {\mathfrak {c}}} jest homeomorficzna z narostem {\displaystyle \beta \mathbb {N} \setminus \mathbb {N} } jest równoważne hipotezie continuum. Dowód w jedną stronę (przy założeniu hipotezy continuum) przedstawił Parowiczenko[2], zaś w drugą stronę van Douwen i van Mill[3][1].
- Jeżeli {\displaystyle X} jest przestrzenią Parowiczenki, to każda przestrzeń zwarta Hausdorffa {\displaystyle Y} ciężaru {\displaystyle \leqslant \aleph _{1}} jest ciągłym obrazem {\displaystyle X}[1][2].